# Seramiksan Spor Kulübü
Il Seramiksan Spor Kulübü è una società pallavolistica turca, avente sede nella città di Turgutlu e militante nel massimo campionato turco, la Sultanlar Ligi.

## Storia
Fondato nel 2011, il Seramiksan Spor Kulübü raggiunge in cinque anni la Voleybol 1. Ligi, grazie a due promozioni nel 2013 e nel 2016, debuttando così in massima serie nel campionato 2016-17.

## Rosa 2017-2018
| N° | Nome              | Ruolo | Data di nascita  | Nazionalità sportiva |
| -- | ----------------- | ----- | ---------------- | -------------------- |
| 1  | Müge Örencik      | S     | 1º giugno 1992   | Turchia              |
| 2  | Sinem Yıldız      | C     | 12 aprile 1986   | Turchia              |
| 3  | Mısra Aşçı        | P     | 26 gennaio 1998  | Turchia              |
| 4  | Ceyda Demirhan    | C     | 17 gennaio 1992  | Turchia              |
| 5  | Nataša Krsmanović | C     | 19 giugno 1985   | Serbia               |
| 6  | Tijana Malešević  | S     | 18 marzo 1991    | Serbia               |
| 7  | Çağla Cinan       | C     | 2 agosto 1999    | Turchia              |
| 8  | Işıl Öz           | S     | 12 aprile 1998   | Turchia              |
| 9  | Rida Erlalelitepe | S/O   | 22 luglio 1996   | Turchia              |
| 10 | Yeşim Astarlar    | L     | 24 agosto 1997   | Turchia              |
| 13 | Meryem Boz        | S/O   | 3 febbraio 1988  | Turchia              |
| 15 | Odina Əliyeva     | S     | 22 maggio 1990   | Azerbaigian          |
| 16 | Sedef Sazlıdere   | L     | 7 luglio 1992    | Turchia              |
| 17 | Sıla Çalışkan     | P     | 16 dicembre 1996 | Turchia              |